# Průkaz energetické náročnosti budovy

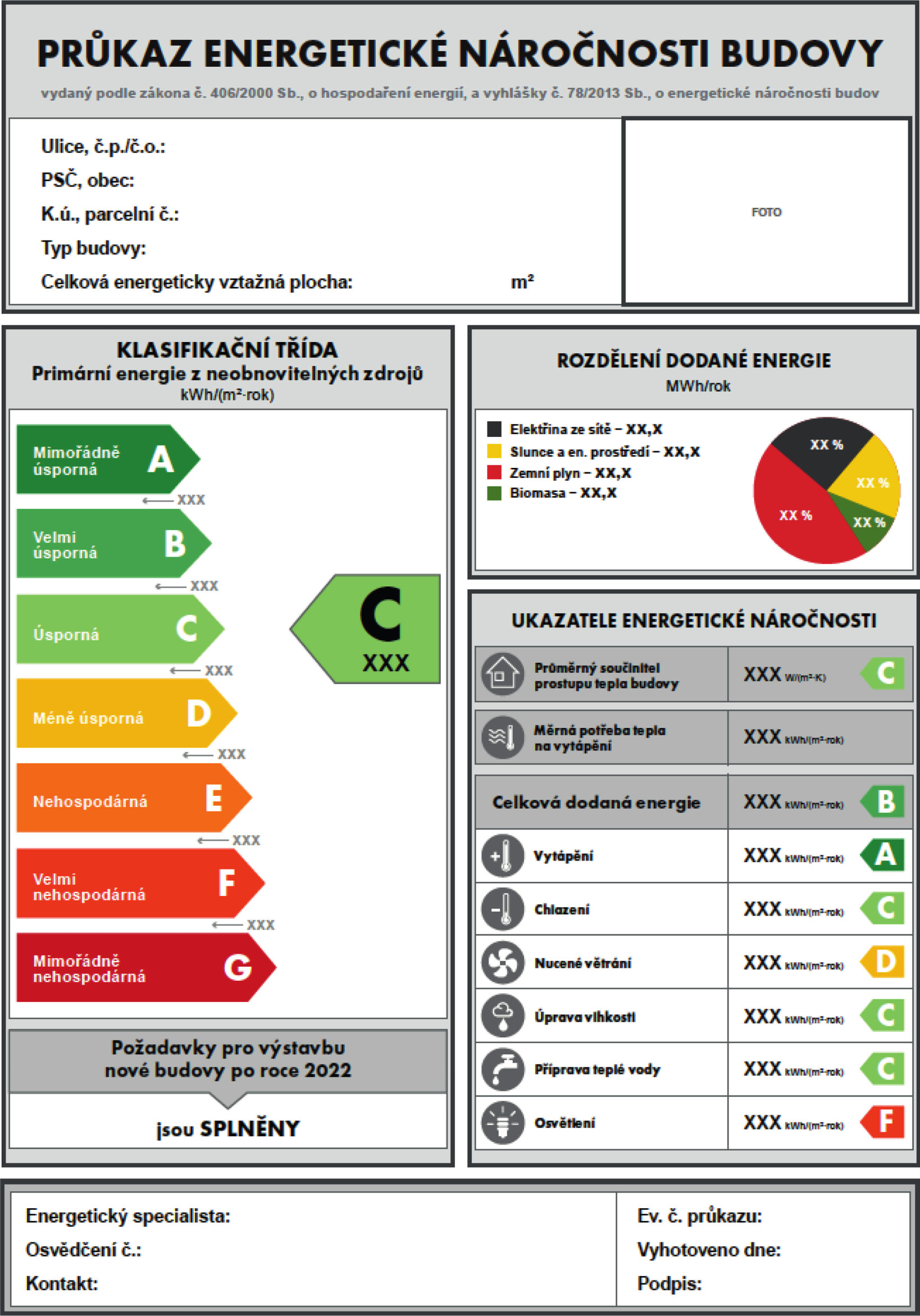
Vzor průkazu energetické náročnosti budovy v České republice

Průkaz energetické náročnosti budovy (PENB) slouží k informaci o energetické náročnosti provozu nemovitosti. Průkaz energetické náročnosti budovy je součástí energetického posudku. Energetický posudek (EP) je rozborem nemovitosti z hlediska hospodaření s energiemi, včetně předběžného návrhu stavebních opatření, jejich cenách a dopadu.

## Energetická certifikace budov
Energetická certifikace hodnotí parametry jako vytápění, prostup tepla obálkou budovy, chlazení, větrání, úpravu vlhkosti, přípravu teplé vody a osvětlení. Certifikát energetického hospodaření vyžadují rodinné domy, bytové domy, administrativní budovy, nemocnice, školní budovy, hotely, restaurace, sportovní haly, malo- a velkoobchodní budovy a jiné budovy, které využívají energii. Z této povinnosti jsou vyloučeny historické budovy a památníky, náboženské budovy, v nichž se odehrává obřad, dočasné budovy, průmyslové budovy a dílny, budovy s rozlohou menší než 50 m2 užitné plochy a bytové budovy, které se nevyužívají celoročně.
Proces energetické certifikace budovy zahrnuje kontakt a informace o budově, obhlídku, zpracování energetického certifikátu a zaslání certifikátu a podepsání dokladů. Energetická náročnost zobrazuje reálné množství spotřeby energetických potřeb, které souvisí s běžným užíváním budovy. Číselné ukazatele celkové spotřeby energie a tvorby CO2 zobrazují výpočet per annum. Metoda výpočtu je přesně definována v prováděcí vyhlášce a vychází z exaktních technických norem. Certifikace efektivního hospodaření s energiemi je již nezbytnou součástí kolaudačního řízení, ale vyžaduje se i při prodeji, koupi nebo pronájmu budovy. Energetický certifikát vyjadřuje kvalitu budovy při spotřebě energií. Čím nižší spotřeba energií, a tedy hospodárnější objekt, tím nižší provozní náklady. Energetický certifikát zobrazuje i lepší technický stav.
Výhodou kategorizace budov je orientace na trhu s nemovitostmi, vědomí o energetické náročnosti budovy při prodeji, pronájmu nebo koupi. Primárním cílem certifikace je zvýšit zájem o koupi a stavbu nízkoenergetických domů, ovšem i o renovaci starších budov a jejich snížení spotřeby energie. Tento trend výrazně ovlivňuje i ceny nemovitostí. Získání nemovitosti s lepší hospodárností s energiemi je výhodné pro investory, developery i kupující, ale naopak certifikát zvyšuje cenu nemovitosti při prodeji, což ocení prodávající, inzerenti a pronajímatelé. Certifikáty energetické náročnosti zvyšují úroveň transparentnosti na trhu, inzerent se vyjádří pravdivě o energetické třídě, kupující si to může ověřit při koupi budovy. Základním předpokladem je, aby hodnoty uvedené v certifikátech byly správné, tj. ověřitelné a kontrolovatelné. Změna celkového stavu fondu budov bude možná pouze tehdy, když nebude možné vyprojektovat budovu s vysokou měrnou spotřebou energie, která nesplní energetickou třídu A nebo B, nebo takovou budovu nebude možné zkolaudovat.
Objednávku a platbu za provedení energetické certifikace musí provést vlastník budovy. Vlastník je také povinen uchovávat tento certifikát po dobu jeho platnosti. Při prodeji budovy se odevzdává certifikát novému majiteli. Při pronájmu je povinen vlastník budovy poskytnout nájemníkovi osvědčenou kopii platného energetického certifikátu. Kromě toho je vlastník povinen zajistit po významné obnově budovy regulované zásobování teplem, zajistit hydraulické vyvážení otopné soustavy budovy po každém zásahu do tepelné ochrany nebo do energetického vybavení budovy a umístit energetický štítek v prostoru budovy na místě přístupném všem uživatelům.

## Průkaz energetické náročnosti budovy
Výstupem certifikace energetického hospodaření budov je průkaz energetické náročnosti budovy (PENB). Slouží k vyhodnocení energetické náročnosti budovy - kvantifikuje veškeré energie spotřebované při standardizovaném provozu hodnocené budovy. Průkaz hodnotí veškerou energii potřebnou pro provoz budovy, tedy energii na vytápění, přípravu teplé vody, chlazení, úpravu vzduchu větráním a klimatizací a energii na osvětlení. Průkaz (podobně jako energetický štítek spotřebiče) zařazuje budovu do příslušné třídy v rozsahu A-G. Průkaz lze zpracovat pro jakoukoliv budovu či její ucelenou část. Třída A prokazuje nejvyšší hospodárnost, naopak třída G poukazuje na minimální hospodárnost. Nové a renovované budovy musí splňovat energetickou náročnost v rozmezí od A po B.
Certifikát k energetickému hospodaření se může využívat maximálně 10 let, pokud nebyly řešeny zásahy do budovy jako stavební úpravy a změny technického zařízení budovy, které ovlivňují výsledky energetické náročnosti. Energetický certifikát může poskytnout pouze odborně způsobilá osoba s pověřením na energetickou certifikaci. Definuje se přitom více typů odborné způsobilosti (tepelná ochrana stavebních konstrukcí a budov, vytápění a příprava teplé vody, větrání a klimatizace, elektroinstalace a zabudované osvětlení budov). Na energetickou certifikaci je oprávněn i energetický auditor, ovšem musí splňovat podmínky způsobilé osoby na energetickou certifikaci.

### Průkaz energetické náročnosti budovy v České republice
Od 1. ledna 2009 musí stavební úřady požadovat (dle novely zákona č. 406/2000 Sb., o hospodaření energií) průkaz energetické náročnosti budovy (PENB) při výstavbě nových budov nebo při větších změnách dokončených budov s celkovou podlahovou plochou nad 1 000 m2 (dle zákona se za větší úpravu považuje změna na více než 25 % celkové plochy obálky budovy). Od 1. ledna 2013 vznikla dle další novely zákona č. 406/2000 Sb. povinnost přikládat průkaz energetické náročnosti budovy při prodeji budovy nebo ucelené části budovy a při pronájmu budovy.

### Obsah průkazu energetické náročnosti budovy
- identifikační údaje budovy
- typ budovy
- užití energie v budově
- technické údaje budovy
- energetickou bilanci budovy pro standardizované užívání a bilance energie dodané, popř. vyrobené budovou nebo z budovy odvedené
- výsledky posouzení proveditelnosti alternativních systémů podle § 6a odst. 4 zákona u nových budov nad 1 000 m2 celkové podlahové plochy
- doporučená opatření pro technicky a ekonomicky efektivní snížení energetické náročnosti budovy
- dobu platnosti průkazu, jméno a identifikační číslo osvědčení osoby oprávněné vypracovat průkaz

Změna vyhlášky od  září 2020
Od září 2020 platí nová vyhláška 264/2020 Sb., o energetické náročnosti budov, a došlo ke změně stávající podoby PENB. Cílem je efektivněji hodnotit energetickou náročnost budov.U PENB se mění např. metodika výpočtu, protokol a grafické znázornění.

## Energetický posudek
Energetický posudek (EP) navazuje na průkaz energetické náročnosti budovy (PENB) a je komplexním rozborem nemovitosti z hlediska hospodaření s energiemi, včetně předběžného návrhu stavebních opatření, jejich dopadu na snížení energetické náročnosti nemovitosti, ceny jednotlivých stavebních opatření a zhodnocení návratnosti investic.

## Energetický posudek v České republice
Od 1. ledna 2013 vznikla dle novely zákona č. 406/2000 Sb. povinnost vypracovat energetický posudek (EP) současně s Průkazem energetické náročnosti budovy (PENB) v případě budov se zdrojem energie s instalovaným výkonem vyšším než 200 kW a také při projektech snižování energetické náročnosti budov.

### Obsah energetického posudku domu
- informace pro proces rozhodování o snížení energetické náročnosti budovy a její optimalizaci
- možnost individuální volby kvality a rozsahu stavebních opatření
- 2x zpracování Průkazu energetické náročnosti budovy (PENB) (stávající stav, stav po stavebních úpravách)

Informace o:
- ovlivnění spotřeby energie
- návratnosti investic
- spotřebě tepla na vytápění domu ve vztahu k rozsahu a cenám částečných a celkových stavebních opatření
- součiniteli prostupu tepla jednotlivých konstrukcí (stávajících, doporučených a zvolených)
- skladbě konstrukcí – tloušťky tepelných izolací odpovídajících normovým požadavkům
- nákladech na vytápění v závislosti na zdroji vytápění

## Energetický štítek obálky budovy
Energetický štítek obálky budovy (EŠOB) posuzuje výhradně tepelně izolační úroveň obálky stavby prostřednictvím ukazatele tepelné vodivosti, nazývaným průměrný součinitel prostupu tepla (Uem [W/(m2.K)]). U tohoto posudku nezáleží na lokalitě, prostorové orientaci, ani technickém vybavení stavby.
Výsledný energetický štítek je podobný jako u PENB, avšak může dosahovat zcela odlišných výsledků.